# Reinos medios de la India

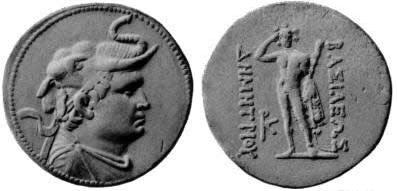
Moa de plata del fundador del Reino indogriego, Demetrio I de Bactriana, quien reinó entre c. 205-171 a. C.

Los reinos medios de la India se refieren a las entidades políticas establecidas en la India a partir del siglo II a. C., marcado por las continuas olas de invasión de los pueblos del Asia central y de la expansión del budismo hasta las conquistas musulmanas en el subcontinente indio, que comenzaron con las campañas omeyas en India.

## Invasiones del noroeste
Como consecuencia de la desintegración de la dinastía Maurya durante el siglo II a. C., el sur de Asia se convirtió en una mezcla de energías regionales con límites traslapados. El valle del Indo y los llanos del Ganges atrajeron a una serie de pueblos invasores entre los años 200 a. C. y el 300 d. C.
Los Puranás (antiguos textos en idioma sánscrito) hablan de muchas de estas tribus, consideradas como extranjeros y bárbaros impuros. Primero los shatavájanas y más adelante el Imperio Gupta, estados sucesores del Imperio Maurya, trataton de contener su expansión para librarse de la presión ejercida por ellos.
Las tribus invasoras fueron influenciadas por la sociedad y las doctrinas budistas de los llanos del Ganges y las adoptaron, lo que generó un puente cultural entre las dos culturas, la de los invasores y la de los shata-vajanas y guptas.
Este período es marcado por el logro intelectual y artístico inspirados por la difusión y el sincretismo cultural, cuando los nuevos reinos iniciaron la Ruta de la Seda.

### Reino indogriego(iávanas)
A partir del año 180  a. C., los indogriegos de Bactriana instalaron el Reino indogriego y fueron conocidos como yavanas (quizá una manera de pronunciar «ionios»). Contribuyeron al desarrollo de las artes, la religión y la numismática.

### Reino indoescita (shakas)
Los shakas (o indoescitas) llegaron desde las estepas de Asia central a poblar las cercanías del río Indo.

### Reino indopartiano II hgh(pajlavas)
Con el ascenso de los partos, el valle del Indo cayó nuevamente bajo la influencia de Persia, quienes conquistaron el reino indoescita. El reino indoparto fue fundado por Gondofares alrededor del año 20 d. C., cuando se independizó de los partos. Este último reino duró brevemente, hasta que lo conquistaron los kushan en el año 75.

### Las satura guio hyiiiipías occidentales
Las dinastías occidentales, gobernadas por sátrapas bajo los partos, ejercieron el control conservado en regiones importantes del oeste eventualmente gobernadas en competencia con los kushan y los satavahana.
- Datos: Q1189518